# Cold Spring (Minnesota)
Cold Spring é uma cidade localizada no estado americano de Minnesota, no Condado de Stearns.

## Demografia
Segundo o censo americano de 2000, a sua população era de 2975 habitantes.
Em 2006, foi estimada uma população de 3666, um aumento de 691 (23.2%).

## Geografia
De acordo com o United States Census Bureau tem uma área de
5,5 km², dos quais 5,4 km² cobertos por terra e 0,1 km² cobertos por água. Cold Spring localiza-se a aproximadamente 351 m acima do nível do mar.

## Localidades na vizinhança
O diagrama seguinte representa as localidades num raio de 16 km ao redor de Cold Spring.